# Bujor-Bogdan Teodoriu
Bujor-Bogdan Teodoriu (n. 3 iulie 1953 – d. 10 noiembrie 2014) a fost un om politic român, deputat în Parlamentul României în legislaturile 1990-1992 și 1992-1996, precum și ministru al cercetării și tehnologiei (12 decembrie 1996 - 11 februarie 1998) în Guvernul Victor Ciorbea. În legislatura 1990-1992, Bujor-Bogdan Teodoriu  a demisionat pe data de 5 martie 1992 și a fost înlocuit de deputatul Gheorghe Ghețău. 

## Cariera profesională
Bujor-Bogdan Teodoriu s-a născut la data de 3 iulie 1953 în orașul București. A studiat în perioada 1974-1978 la Facultatea de Planificare și Cibernetică Economică din cadrul Academiei de Studii Economice (ASE) București, obținând calificarea de economist.
În noiembrie 1978 este angajat ca administrator de proces la Biroul pentru organizarea procesului de producție și a muncii din cadrul companiei ElectroTimiș din Timișoara. După un an, în noiembrie 1979, este transferat ca analist de sistem în cadrul Ministerului Apărării Naționale (MApN), lucrând în domeniul proiectării sistemelor informaționale pentru alocarea eficientă a resurselor în vederea atingerii unor obiective specifice.
În perioada aprilie 1983 – ianuarie 1990, lucrează pe postul de cercetător științific la Institutul pentru Economie Industrială din București, îndeplinind pentru o scurtă perioadă și funcția de șef de sector (iunie 1989 – ianuarie 1990)
În ianuarie 1990, este ales ca membru și consilier (membru al Biroului Executiv) în cadrul Consiliului Provizoriu de Unitate Națională (inițial: Consiliul Frontului Salvării Naționale), participând la demararea, proiectarea și redactarea Decretului Lege nr. 54/1990 care permitea indivizilor să fie antreprenori în IMM-uri sau alte forme începând astfel liberalizarea economiei după căderea sistemului comunist din România.
În urma alegerilor din 20 mai 1990, Bujor-Bogdan Teodoriu este ales ca deputat de Suceava pe listele Frontului Salvării Naționale (FSN). În perioada 17 septembrie – 7 octombrie 1991, beneficiază de o bursă a Agenției Japoneze de Cooperare Internațională și urmează un Seminar în Macroeconomie la Agenția de planificare economică/ Institutul Japonez de Cercetare (în Japonia).
Demisionează din Parlament la data de 5 martie 1992, fiind numit în funcția de Secretar de Stat pentru Reformă și Integrare, în subordinea directă a Primului-Ministru. În această calitate s-a ocupat de inițierea, proiectarea, elaborarea unor versiuni preliminare a primei strategii românești de dezvoltare a sectorului IMM-urilor (care a devenit baza pentru prima alocare de fonduri Phare pentru Programul de Dezvoltare a sectorului IMM-urilor în România / 10 milioane euro). A fost responsabil cu coordonarea primei echipe de experți Phare sprijinind proiectarea strategiei IMM-urilor în România (1991).
În urma alegerilor din octombrie 1992, Teodoriu este ales ca deputat de Sibiu pe listele Partidului Democrat (PD). În legislatura 1992-1996, a îndeplinit funcția de vicepreședinte al Comisiei pentru politică economică, reformă și privatizare. Printre realizările sale din această perioadă se numără inițiativă parlamentară personală de elaborare a Legii concurenței (decembrie 1993). Legea concurenței adoptată în formă finală (în 1996) de către Parlament se bazează atât pe această inițiativă parlamentară individuală, cât și pe cea inițiată de Guvern (în septembrie 1994). În cadrul Partidului Democrat, Teodoriu a deținut funcția de secretar și apoi pe cea de vicepreședinte al Biroului Național.
În paralel, efectuează o serie de cursuri în domeniul politicii economice și a dezvoltării IMM-urilor, după cum urmează: vizite de lucru la diverse instituții publice și private din Portugalia și Spania sub supervizarea EBN (The European Business and Innovation Centre Network) în calitate de consultant Phare în România (iunie 1995), un curs de vară la Centre de Droit de la Consommation din cadrul Université Catholique de Louvain (Louvain, Belgia, august 1995), International Visitors Programme (SUA, mai-iunie 1996), urmând cursuri de Elaborare de politici și Sprijinirea Infrastructurii pentru dezvoltarea IMM-urilor, Inovare și dezvoltare locală, Impunere a unei taxe, Mediul cultural și politic în SUA.

## Specialist în politici economice
În perioada 12 decembrie 1996 - 11 februarie 1998, Bujor-Bogdan Teodoriu deține funcția de ministru al cercetării și tehnologiei în Guvernul Victor Ciorbea, calitate în care a supervizat și coordonat realizarea de inițiative legislative privind stimularea cercetării-dezvoltării și inovării, precum și punerea la punct a unei infrastructuri de calitate, în conformitate cu experiența UE. A demisionat din funcția de ministru la 11 februarie 1998.
În perioada mai 1998–ianuarie 2000, Bujor-Bogdan Teodoriu îndeplinește funcția de secretar de stat în cadrul Ministerului Finanțelor Publice, fiind Responsabilul Național cu Autorizarea Finanțării (National Authorising Officer/ NAO) – Șeful Fondului Național (Fonduri UE). În această calitate, a coordonat Unitatea Centrală de Finanțe și Contracte, Asistența Tehnică UE în cadrul Ministerului Finanțelor, Unitatea de Management de Program a Programului Phare de combatere a efectelor cauzate de inundații. A demisionat din această funcție în ianuarie 2000.
În anul 2001, Teodoriu este numit ca Președinte și consultant al Fundației Centrul Român pentru Întreprinderi Mici și Mijlocii(CRIMM), care oferea consultanță și servicii de management de proiect care vizau dezvoltarea sectorului IMM . În această calitate, a supervizat și coordonat implementarea Programului Phare RO9207 (10 milioane euro); a participat la proiectarea Planului strategic și a programelor de lucru de 6 luni de-a lungul implementării întregului program.
În februarie 2005, Bujor-Bogdan Teodoriu a fost numit în funcția de Consilier de Stat în cadrul Administrației Prezidențiale, lucrând în Departamentul de Politici Economice și Sociale condus de Theodor Stolojan. Din data de 15 martie 2007, Bujor-Bogdan Teodoriu coordonează Departamentul de Politici Economice și Sociale din cadrul Administrației Prezidențiale în calitate de consilier prezidențial. În august 2012, președintele interimar Crin Antonescu, a semnat eliberarea sa din funcția de consilier prezidențial, acesta fiind învestit în funcția de consilier de concurență, membru al Plenului Consiliului Concurenței.

## Alte activități
El a urmat de asemenea și cursurile Școlii Populare de Artă din București (1979-1983), dobândind calificarea de Actor/ Regizor. A învățat să cânte la chitară și la pian. A dobândit de asemenea cunoștințe în istoria artei (în principal pictură și muzică).
În perioada 1994-1995, a moderat un talk-show săptămânal la Radio Total, cu titlul de „Fiți întreprinzători!”.  Bujor-Bogdan Teodoriu a rămas văduv după decesul soției sale cu care a avut  o fiică. Bujor-Bogdan Teodoriu  a vorbit fluent limbile engleză și franceză.